# Web Gallery of Art
A Web Gallery of Art egy angol és magyar nyelvű virtuális művészettörténeti gyűjtemény. A galéria az európai képzőművészet 11–19. század közötti időszakában keletkezett műveket tartalmaz, egyúttal egy kereshető adatbázis is.
1996-ban hozták létre. Szabad hozzáférésű művészettörténeti forrásként elsősorban tanárok és diákok számára készítették.
A kereshető adatbázist egy glosszárium egészíti ki, amely további információkat tartalmaz az egyes korszakhoz kapcsolódó történelmi személyekről, eseményekről, az eredeti műveket őrző múzeumokról vagy templomokról.
A honlap szövege általában angol nyelvű, tekintve, hogy a gyűjteményt támogatás nélkül, önkéntes munkával teremtették az angol nyelvű szakirodalomra támaszkodva.
A létrehozói dr. Krén Emil és Marx Dániel.